# Saint-Étienne-l'Allier
Saint-Étienne-l'Allier är en kommun i departementet Eure i regionen Normandie i norra Frankrike. Kommunen ligger i kantonen Saint-Georges-du-Vièvre som tillhör arrondissementet Bernay. År 2022 hade Saint-Étienne-l'Allier 524 invånare.

## Befolkningsutveckling
Antalet invånare i kommunen Saint-Étienne-l'Allier
Referens:INSEE